# Кошмак

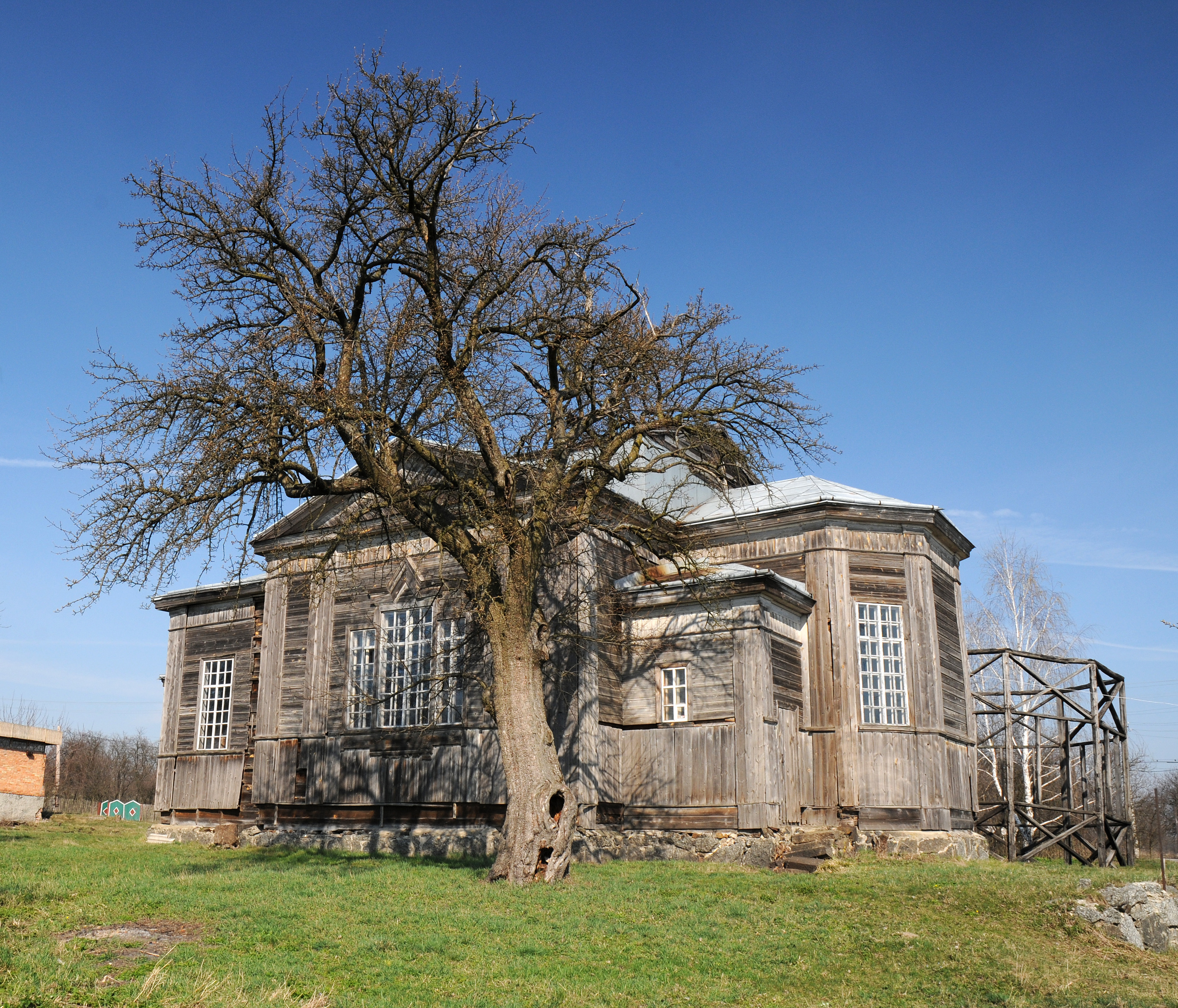
Деревянная Крестовоздвиженская церковь (1901 г.)

Кошма́к (укр. Кошмак) — село в Корсунь-Шевченковском районе Черкасской области Украины.
Население по переписи 2001 года составляло 275 человек. Почтовый индекс — 19432. Телефонный код — 4735.

## Местный совет
19432, Черкасская обл., Корсунь-Шевченковский р-н, с. Кошмак